# Okres Oborniki
Okres Oborniki (polsky Powiat obornicki) je okres v polském Velkopolském vojvodství. Rozlohu má 712,65 km² a v roce 2019 zde žilo 59 825 obyvatel. Sídlem správy okresu je město Oborniki.

## Gminy
Městsko-vesnické:
- Oborniki
- Rogoźno

Vesnická:
- Ryczywół

## Města
- Oborniki
- Rogoźno

## Sousední okresy
| Růžice kompasu | Czarnków-Trzcianka | Chodzież       | Chodzież, Wągrowiec | Růžice kompasu |
| Růžice kompasu | Szamotuły          | Sever          | Wągrowiec           | Růžice kompasu |
| Růžice kompasu | Szamotuły          | Okres Oborniki | Wągrowiec           | Růžice kompasu |
| Růžice kompasu | Szamotuły          | Jih            | Wągrowiec           | Růžice kompasu |
| Růžice kompasu | Szamotuły          | Poznaň         | Poznaň              | Růžice kompasu |